# 欣納科克希爾斯 (紐約州)
欣納科克希爾斯（英語：Shinnecock Hills）是位於美國紐約州薩福克縣的普查規定居民點。

## 人口
根據2020年美國人口普查的數據，欣納科克希爾斯的面積為7.82平方千米，當中陸地面積為7.30平方千米，而水域面積為0.52平方千米。當地共有人口2282人，而人口密度為每平方千米291.82人。